# Моха Рхарсалла
Мохаммед Рхарсалла Хадфі або просто Моха (ісп. Mohammed Rharsalla Khadfi, нар. 15 вересня 1993, Уджда, Марокко) — марокканський та іспанський футболіст, півзахисник братиславського «Слована».

## Клубна кар'єра

### «Уетор-Тахар»
Народився в місті Уджда, Марокко, у підлітковому віці переїхав до Іспанії та провів молодіжну кар'єру у клубах «Гранада 74-Зайдін» та «Санта-Фе», в останньому з яких завершив свої виступи у 2012 році. Улітку того ж року він переїхав до представника Терсери — клубу «Уетор-Тахар», за головну команду якого дебютував 14 жовтня, вийшовши на заміну у програному домашньому матчі (0:2) команді «Ель-Пало».
Свій перший м'яч Моха забив 1 вересня 2013 року у ворота клубу «Лоха Депортіво» та допоміг своєму клубу здобути перемогу з рахунком 2:1. У першій частині сезону, напередодні свого від'їзду до України, він забив 3 м'ячі у 21-му матчі.

### «Олімпік»
У березні 2014 року Моха підписав 5-річний контракт із представником української Першої ліги донецьким «Олімпіком». Дебютував у складі «Олімпіка» 5 квітня в переможному домашньому матчі (1:0) проти чернігівської «Десни», замінивши в перерві матчу Максима Драченка; після того поєдинку він узяв участь ще в 6-ти матчах, а «Олімпік» став переможцем чемпіонату.
15 серпня 2014 року Моха дебютував у програному матчі (0:5) Української Прем'єр-ліги проти донецького «Шахтаря»: футболіст вийшов на поле на 40-й хвилині, замінивши іншого легіонера «Олімпіка» Шерифа Ісу. Свій перший м'яч у Вищому дивізіоні забив 18 жовтня в нічийному (2:2) матчі проти запорізького «Металурга».

### Оренда в «Хімнастік»
19 липня 2016 року Моха відправився на передсезонний збір із «Хімнастіком». А вже за два дні каталонці оголосили про перехід гравця до клубу на правах річної оренди з опцією викупу після її завершення.
21 серпня 2016 року дебютував за свою нову команду у другому таймі проти «Луго». А сім днів потому на останній хвилині матчу проти «Уески» забив свій перший м'яч у складі «Хімнастіка», принісши клубу в тому матчі нічию 1:1.
26 жовтня 2016 року Моха був відсторонений від тренувань з основним складом команди через «нездатність виконувати свої спортивні обов'язки». Узимку 2016/17 достроково повернувся до лав «Олімпіка».

## Кар'єра у збірній
У листопаді 2014 року Моха був викликаний до олімпійської збірної Марокко з футболу (U-23), у складі якої дебютував у матчі проти Єгипту.

## Досягнення
- Перша ліга чемпіонату України
  -  Чемпіон (1): 2013/14
- Чемпіон Словаччини (3):

«Слован»: 2018/19, 2019/20, 2020/21
- Володар Кубка Словаччини (3):

«Слован»: 2017/18, 2019/20, 2020/21

## Стиль гри
У вересні 2014 року головний тренер «Олімпіка» Роман Санжар так охарактеризував футболіста: «Моха — це молодий, креативний, індивідуально сильний в атакувальних діях футболіст, але наразі— недостатньо дисциплінований і організований в оборонних діях, із пробілами у грі на захист. Але індивідуально він, можливо, один із найсильніших гравців команди з великим потенціалом».